# عبد الله اليافي
عبد الله عارف اليافي (بيروت، 7 سبتمبر 1901 - بيروت، 4 نوفمبر 1986)، سياسي ومحامي لبناني شغل عدة مرات منصب رئيس الوزراء في فترة الانتداب وبعد الاستقلال. انتخب أيضا عدة مرات كنائب بالبرلمان اللبناني. درس الحقوق وكان سنة 1926 أول عربي يتحصل على دكتوراه من جامعة السربون في فرنسا.

## المناصب
- - من 22 يناير 1939 إلى 21 سبتمبر 1939 في عهد الرئيس إميل أده وذلك خلال الانتداب الفرنسي.
  - من 7 يونيو 1951 إلى 11 فبراير في عهد الرئيس بشارة الخوري.
  - من 16 اغسطس 1953 إلى 1 مارس 1954 في عهد الرئيس كميل شمعون.
  - من 1 مارس 1954 إلى 16 سبتمبر 1954 في عهد الرئيس كميل شمعون.
  - من 19 مارس 1956 إلى 8 يونيو 1956 في عهد الرئيس كميل شمعون.
  - من 8 يونيو 1956 إلى 18 نوفمبر 1956 في عهد الرئيس كميل شمعون.
  - من 9 ابريل 1966 إلى 6 ديسمبر 1966 في عهد الرئيس شارل حلو.
  - من 8 فبراير 1968 إلى 12 أكتوبرفي عهد الرئيس شارل حلو.
  - من 12 أكتوبر 1968 إلى 20 أكتوبر 1968 في عهد الرئيس شارل حلو.
  - من 20 أكتوبر 1968 إلى 15 يناير 1969 في عهد الرئيس شارل حلو.
- شارك بتولي عده مناصب حكومية كوزير
  - وزيرا للعدليه من 1 نوفمبر 1938 إلى 22 يناير 1939 بالإضافة إلى منصبه كرئيس للحكومة خلال الانتداب.
  - وزيرا للعدليه من 22 يناير 1939 إلى 21 سبتمبر 1939 بالإضافة إلى منصبه كرئيس للحكومة خلال الانتداب.
  - وزيرا للعدليه من 14 ديسمبر 1946 إلى 7 يونيو 1947 في حكومة الرئيس رياض الصلح بعهد الرئيس بشارة الخوري.
  - وزيرا للداخليه من 7 يونيو 1951 إلى 11 فبراير 1952 بالإضافة إلى منصب رئيس الحكومة في عهد الرئيس بشارة الخوري.
  - وزيرا للانباء ووزيرا للمالية من 1 مارس 1954 إلى 16 سبتمبر 1954 بالإضافة إلى منصب رئيس الحكومة بعهد الرئيس كميل شمعون.
  - وزيرا للداخلية من 19 مارس 1956 إلى 8 يونيو 1956 بالإضافة إلى منصب رئيس الحكومة بعهد الرئيس كميل شمعون.
  - وزيرا للتصميم ووزيرا للداخلية من 8 يونيو 1956 إلى 18 نوفمبر 1956 بالإضافة إلى منصب رئيس الحكومة بعهد الرئيس كميل شمعون.
  - وزيرا للانباء ووزيرا للداخليه ووزيرا للدفاع الوطني من 14 مايو 1960 إلى 1 اغسطس 1960 بالإضافة إلى منصب رئيس الحكومة.
  - وزيرا للانباء ووزيرا للمالية من 9 ابريل 1966 إلى 6 ديسمبر 1966 بالإضافة إلى منصب رئيس الحكومة بعهد الرئيس شارل حلو.
  - وزيرا للعدل من 7 سبتمبر 1966 إلى 6 ديسمبر 1966 بالإضافة إلى منصب رئيس الحكومة بعهد الرئيس شارل حلو.
  - وزيرا للدفاع الوطني ووزيرا للمالية من 8 فبراير 1968 إلى 5 يوليو 1968 بالإضافة إلى منصب رئيس الحكومة بعهد الرئيس شارل حلو.
  - وزيرا للداخلية ووزيرا للعمل والشؤون الاجتماعية من 5 يوليو 1968 إلى 12 أكتوبر 1968 بالإضافة إلى منصب رئيس الحكومة بعهد الرئيس شارل حلو، كما أصبح وزيرا للانباء من 8 أكتوبر 1968 إلى 12 أكتوبر 1968 بنفس الحكومة.
  - وزيرا للتربية الوطنية والفنون الجميلة ووزيرا للداخليه من 12 أكتوبر 1968 إلى 20 أكتوبر 1968 بالإضافة إلى منصب رئيس الحكومة بعهد الرئيس شارل حلو.
  - وزيرا للانباء ووزيرا للتربيه الوطنية ووزيرا للعمل والشؤون الاجتماعية ووزيرا للمالية من 20 أكتوبر 1968 إلى 15 يناير 1969 بالإضافة إلى منصب رئيس الحكومة بعهد الرئيس شارل حلو.
- اختير لأكثر من فترة نيابيه نائبا عن مدينة بيروت
  - خلال الانتداب من 1937 إلى 1939.
  - في الدور التشريعي الخامس من 1943 إلى 1947.
  - في الدور التشريعي السادس من 1947 إلى 1951.
  - في الدور التشريعي السابع من 1951 إلى 1953.
  - في الدور التشريعي الثامن من 1953 إلى 1957.
  - في الدور التشريعي الثاني عشر من 1968 إلى 1972.

## روابط خارجية
- عبد الله اليافي على موقع مونزينجر (الألمانية)